# Pöytäsaari (ö i Mellersta Finland, Jyväskylä)
Pöytäsaari är en ö i Finland. Den ligger i sjön Päijänne och i kommunen Toivakka i den ekonomiska regionen  Jyväskylä ekonomiska region  och landskapet Mellersta Finland, i den södra delen av landet, 220 km norr om huvudstaden Helsingfors. Öns area är 0,2 hektar och dess största längd är 80 meter i nord-sydlig riktning.